# Henri III de Stahleck
Henri III de Stahleck est un évêque de Strasbourg né dans la première moitié du XIIIe siècle et mort le 4 mars 1260. Élu évêque de Strasbourg à la mort de Berthold de Teck en 1244, il poursuit la politique hostile aux Hohenstaufen de ce dernier. Son épiscopat est toutefois marqué par une importante dégradation des relations entre l’évêché et la ville de Strasbourg, qui se révolte peu après sa mort contre le pouvoir épiscopal.

## Biographie
Henri naît dans la première moitié du XIIIe siècle dans une famille de haute noblesse de la région de Bacharach. Son père, Heinrich von Dicke, a pris le nom de Stahleck à partir de 1195, quand il s’est vu confier le château de Stahleck.
Henri III de Stahleck est mentionné pour la première fois en 1238 lorsqu’il préside le tribunal épiscopal de Strasbourg en remplacement de l’évêque Berthold de Buckeck. Il est à cette époque déjà chanoine de Mayence et Strasbourg. Il quitte cette dernière charge en 1240, mais devient thésauriseur (de) en 1241 et custode (de) de la chapelle Saint-Georges de la cathédrale de Strasbourg en 1242.
Après la mort de Berthold de Teck en 1244, le siège épiscopal reste vacant un an avant qu’Henri de Stahleck ne soit élu par le chapitre en 1245, peut-être grâce à ses sentiments anti-Hohenstaufen permettant d’assurer la continuité de la politique de son prédécesseur,. Il contribue ainsi l’élection de l’antiroi Henri le Raspon contre Frédéric II le 22 mai 1246 puis fait la guerre aux Hohenstaufen en Alsace, en assiégeant les villes et châteaux de ses partisans puis en battant Conrad IV en 1248.
Bien que la ville de Strasbourg soit majoritairement de son côté, les partisans des Hohenstaufen y sement l’agitation. Il promulgue ainsi en 1249 le troisième statut municipal afin de protéger les clercs des laïcs. Le mesure étant insuffisante il édicte lors d’un synode diocésain en 1251 une série de mesures devant lui permettre de chasser les soutiens de Conrad IV de la ville. Celles-ci étant toutefois hostiles aux laïcs en général, elles lui aliènent une grande partie des bourgeois, même si elles lui permettent d’obtenir que la ville soit exemptée de l’interdit jeté sur les villes du Saint-Empire en 1252. Peu à peu, la ville affirme des velléités d’indépendance, tant dans la conduite de la politique extérieure qu’intérieure. Henri de Stahleck est ainsi contraint de revenir en 1256 sur les mesures de 1251. Il parvient toutefois à garder la mainmise sur la ville du fait du contrôle qu’il exerce sur les voies d’approvisionnement et de la menace voilée de couper celui-ci en cas de rébellion ouverte.
Outre le conflit avec les laïcs, il est également confronté dans sa ville aux conflits entre religieux. Son prédécesseur avait favorisé l’installation des ordres mendiants, Franciscains et Dominicains, mais la concurrence de ceux-ci créé des tensions avec le clergé séculier. Ce conflit persiste durant tout l’épiscopat, malgré les tentatives de médiation de la papauté.